# 回折レンズ

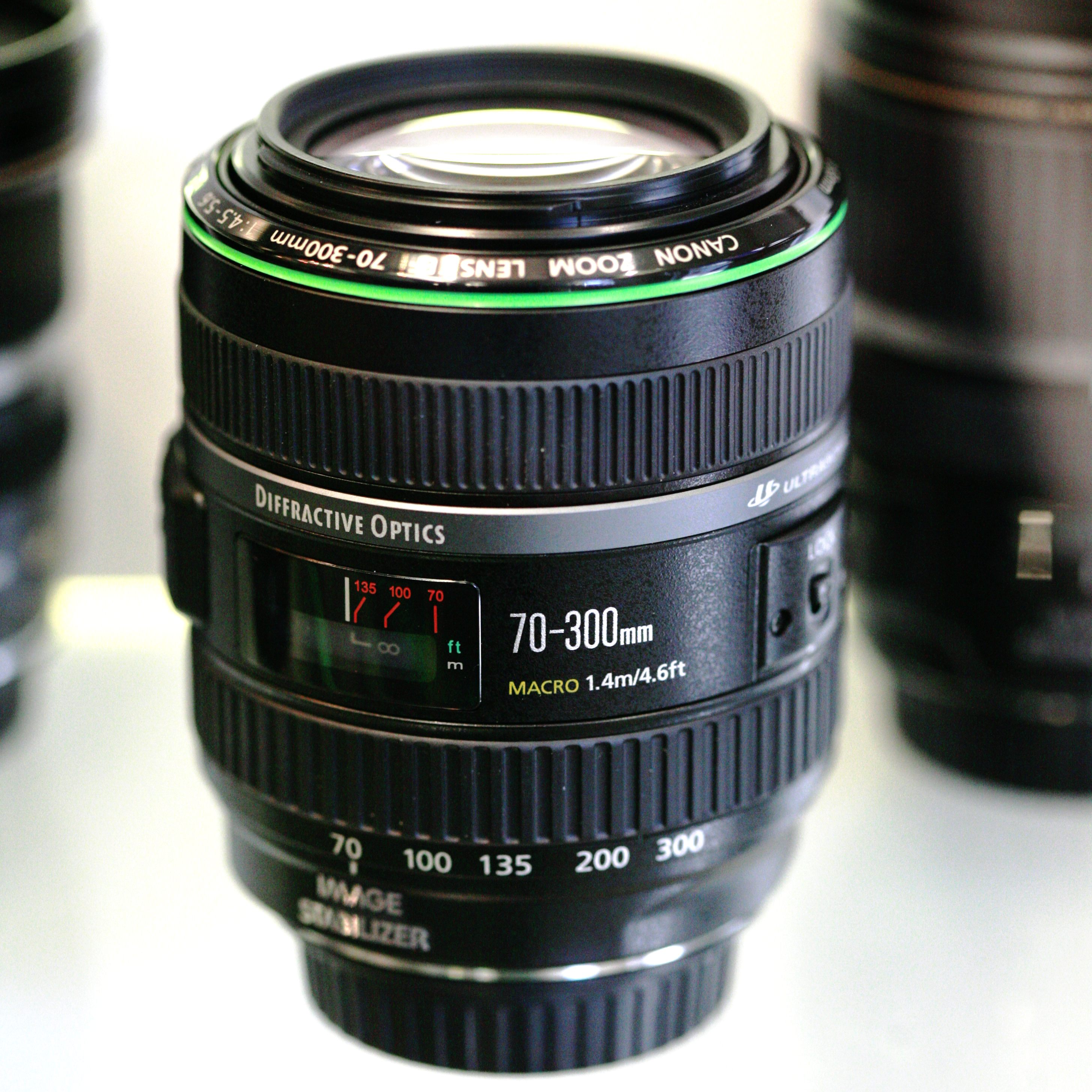
回折レンズを利用した望遠ズームレンズ（70-300 mm F4.5-5.6）

回折レンズ（かいせつレンズ、英語: diffractive lens）は、微視的に光の回折現象を利用して、巨視的には光線の屈曲を実現しているレンズである。
回折現象を利用することと、光線の屈曲という一般的な（屈折を利用した）レンズと同様の作用をもたらすものであることからその名がある。また写真レンズなどのレンズシステムにおいて、この作用をもたらす光学的エレメントをdiffractive optical element、略してDOEなどと呼ぶこともある。樹脂やガラスなどの光学材料の表面に、深さが光の波長程度の微細なレリーフ形状（起伏形状）を、光軸を中心とする同心円状に周期的に形成した、レリーフ型回折レンズが一般に多く用いられている。他に、光の透過率を、光軸を中心として同心円状に、ある規則に従い変化させた、振幅型回折レンズもある（後述の「ゾーンプレート」）。
一般的な屈折レンズとは、入射光の波長変化に対する焦点距離の変化等の光学特性が異なる。そういった違いを利用して、屈折レンズ光学系の一部に回折レンズを組み合わせることで、光学系の色収差等を補正することなどにも利用されている。さらには多焦点レンズ（en:Multifocal diffractive lens）といったような応用もある。
なお、フレネルレンズとはその形状が類似しているが、一般にフレネルレンズの加工は回折現象を起こすような微細加工ではなく、原理的に全く異なるものである。
超短波長の光学系や、X線の屈曲は屈折を用いて行うことが困難であるため、これらの屈曲にも回折を利用したものがある。

## 利用
コンパクトディスク（CD）やDVD、Blu-ray Disc、HD DVDなどの光ディスクの光ピックアップ光学系において、異なる規格のメディア間での互換記録・再生を、一つの対物レンズで達成するための技術の1つとして用いられている。複数枚を組み合わせたものがカメラのレンズにも用いられるようになっており、特に超望遠レンズでは重量と全長の低減に寄与するが、量産が難しいため価格も高めとなっている。

## ゾーンプレート

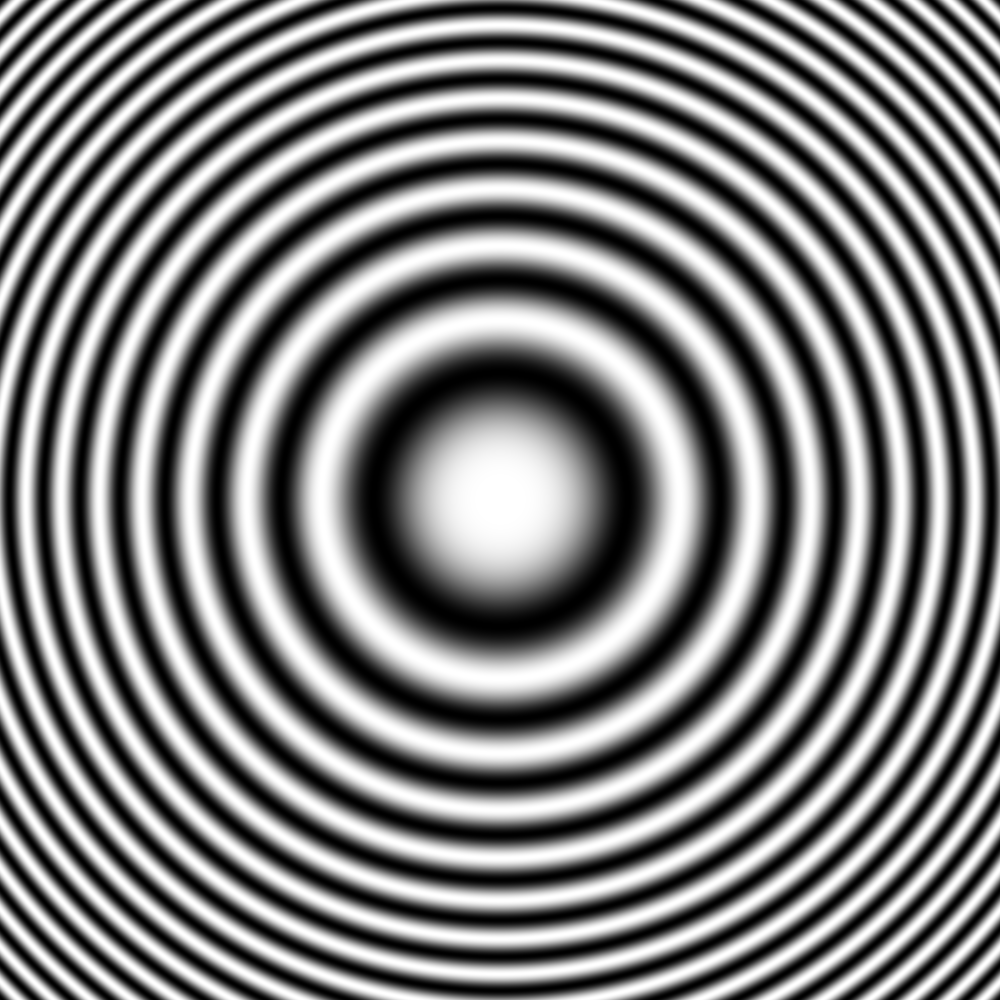

ゾーンプレート（英語: zone plate) は、レリーフ形状ではなく、微細なモノクロの濃淡ないし不透明・透明とした同心円状のパターンにより、同様の効果を得るものである。原理を遡ると（フレネルレンズの考案でも知られる）オーギュスタン・ジャン・フレネルによる研究に由来することから、Fresnel zone platesと呼ばれることもある。ピンホールカメラと同様な、レンズを使わないカメラへの応用もあるが、ピンホールのようには自作が容易ではないこと、普通に実験できるものでは像がピンホールカメラのそれよりもさらにぼやけることから、愛好家による作例といったものを目にする機会等はあまり多くない傾向にある。